# Claudio Corioni
Claudio Corioni (Chiari, 26 de diciembre de 1982) es un ciclista italiano que fue profesional entre 2005 y 2012.

## Palmarés
2004
- Trofeo de Ciudad de Brescia
- Giro del Belvedere

2005
- 1 etapa de la Semana Catalana[1]

2011
- 1 etapa de la Settimana Coppi e Bartali

## Resultados en Grandes Vueltas
| Carrera | Carrera         | 2005 | 2006  | 2007  | 2008 | 2009 | 2010 | 2011  | 2012 |
| ------- | --------------- | ---- | ----- | ----- | ---- | ---- | ---- | ----- | ---- |
|         | Giro de Italia  | —    | —     | —     | —    | —    | —    | 150.º | —    |
|         | Tour de Francia | Ab.  | —     | 126.º | —    | —    | —    | —     | —    |
|         | Vuelta a España | —    | 107.º | 118.º | 97.º | —    | —    | —     | —    |

—: no participa
Ab.: abandono

## Equipos
- Fassa Bortolo (2005)
- Lampre-Fondital (2006-2007)
- Liquigas (2008-2009)
- De Rosa-Stac Plastic (2010)
- Acqua & Sapone (2011-2012)